# Le Concert des Nations
«Le Concert des Nations» (фр. «Гармония народов», «Согласие народов») — ансамбль старинных инструментов (барочный оркестр). Создан в 1989 г. Жорди Савалем для исполнения инструментальной музыки, главным образом, эпохи барокко и венской классики, а также для сопровождения (созданного ранее тем же Савалем) вокального ансамбля «Королевская капелла Каталонии» (исп. La Capella Reial de Catalunya). Название оркестра обыгрывает название сборника танцевальных сюит Франсуа Куперена «Les Nations» (1726, три из четырёх сюит имеют заголовки-этнонимы), к которому Саваль добавил «согласие/гармонию» (concert), возможно, имея в виду международный (и нестабильный) состав участников оркестра. По стандартной классификации «Le Concert des Nations» относится к типу камерного оркестра.
Оркестр широко гастролирует, участвует в международных фестивалях старинной музыки, записывает CD и DVD (первая запись датирована 1989). C 1990 спонсором оркестра (как и ансамбля «Королевская капелла Каталонии») выступает Департамент культуры женералитета Каталонии.
Оркестранты снимались в фильме «Все утра мира».